# Max van Noorden
Max van Noorden (13 oktober 1964 - 1998) was een Nederlandse windsurfer uit 's-Hertogenbosch. Tijdens de evacuatie van het Rivierenland verwierf hij internationale roem door te windsurfen op de A2.
Van Noorden werd in 1987 Europees kampioen in zijn sport. In 1995, toen hij op de snelweg surfte, was hij aan het trainen voor de Olympische Zomerspelen 1996 in Atlanta. Hij heeft echter nooit aan deze Olympiade meegedaan. Kort na de iconische foto werd kanker bij hem vastgesteld. In 1998 overleed hij aan de gevolgen van deze ziekte.